# Heidemarie Wieczorek-Zeul
Heidemaria Wieczorek-Zeul (Francoforte sul Meno, 21 novembre 1942) è una politica tedesca, esponente del Partito Socialdemocratico di Germania.

## Biografia
Ha studiato lingue e storia all'università di Francoforte sul Meno ed è stata insegnante a Rüsselsheim.
Ha aderito ventitreenne al Partito Socialdemocratico di Germania e nel 1974 è stata eletta presidentessa federale di Jusos, la lega giovanile del partito. In quegli anni si è guadagnata il soprannome di "Heidi la rossa".
Nel 1968 è stata eletta consigliera municipale a Rüsselsheim; dal 1979 al 1987 è stata parlamentare europea.
Eletta alla Dieta federale nel 1987, è stata la responsabile degli affari europei dell'SPD fino al 1998, quando Gerhard Schröder l'ha nominata ministro della cooperazione e dello sviluppo economico. Ha conservato l'incarico anche nel secondo governo Schröder e sotto Angela Merkel.
Nel 2006 ha aspramente criticato l'attacco israeliano al Libano, suscitando le dure reazioni delle opposizioni e delle comunità ebraiche tedesche.
Ha lasciato l'incarico ministeriale nel 2009.